# Кандакопшино (платформа)
Кандакопшино — зупинний пункт в Пушкінському районі Санкт-Петербурга на лінії Санкт-Петербург-Балтійський — Луга І. Розташована в територіальній зоні Новокондакопшіно міста Пушкін. На платформі немає кас з продажу квитків і залу очікування.